# Ammannia gracilis
Ammannia gracilis es una especie de planta acuática perteneciente a la familia Lythraceae, también se la conoce con el nombre común de "large ammannia", "red ammannia", "pink ammannia", y "delicate ammania", es originaria del oeste de África.

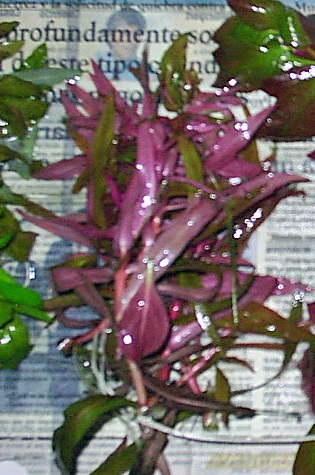
Vista de la planta

## Descripción
Es una planta herbácea caducifolia con ramas flexuosas que alcanzan los 30-35 cm de altura, con tallo postrado flexuoso, arraigado y ramoso en la base. La especie tiene hojas estrechas y onduladas, opuestas en sus sólidos tallos. Dependiendo de la intensidad de la luz, el color de las hojas varía desde un verde pálido a un color rojo bronceado. Alcanzan unas dimensiones de 12-20 cm de largo o más. Las flores son discretas.

## Cultivo
Estas plantas prefieren una gran cantidad de luz para un crecimiento óptimo. Pueden crecer rápidamente en las condiciones adecuadas y crecerá sobre el agua, si es poco profunda. Crecen mejor con  dióxido de carbono añadido al agua. Las condiciones ideales del agua son suaves y ácidas, pero estas plantas son generalmente resistentes y adaptables en la mayoría de las condiciones moderadas. Para crecer así que necesitan  micronutrientes de hierro añadido al acuario.
Pueden ser fácilmente reproducida por estacas en un sustrato.

## Taxonomía
Ammannia gracilis fue descrita por Guill. & Perr. y publicado en Florae Senegambiae Tentamen 1: 301. 1833.
Etimología
Ammannia: nombre genérico que fue nombrado en honor de Paul Amman (1634-1691), botánico, fisiólogo y director del Hortus Medicus en la Universidad de Leipzig.
gracilis: epíteto latíno que significa "grácil, esbelta".